# 阿黛尔的生活
《阿黛尔的生活》 是一部2013年法国电影，导演为阿布戴·柯西胥。根据朱莉·馬洛所著的法国绘画小说 Le Bleu Est Une Couleur Chaude（"blue is a warm color"）改编而成。影片入围第66屆坎城影展主竞赛单元，并获得金棕榈奖。本片被分级为NC-17。
本片是首部把金棕榈奖同時頒發給影片和女主演的作品，阿黛爾·艾薩柯普洛斯和蕾雅·瑟杜並因此成為首兩名以非电影導演的身份获得金棕榈奖的演员。

## 剧情
阿黛尔是一个内向的15岁高中生。一天，她在街上看到一个蓝色短发女人，立刻被她吸引。阿黛尔与学校的男孩托马斯上床，但最终不满意，结束了他们的关系。阿黛尔和女性朋友贝亚特丽斯亲吻时，对蓝髮女人产生了生动的幻想，阿黛尔开始为自己的性身份感到不安。贝亚特丽斯说她不想再继续，并让阿黛尔忘记那个吻。
阿黛尔的朋友，公开的同性恋者瓦伦丁，带她去了一个同性恋舞厅。阿黛尔后来离开，进入一家女同性恋酒吧，一些女人在那里与她调情。蓝头发的女人，艺术学生艾玛也在那里，她声称阿黛尔是她的表妹。艾玛和阿黛尔成为朋友。阿黛尔的朋友们怀疑艾玛是女同性恋，并排斥她。
阿黛尔和艾玛越来越亲密，并在一次野餐中接吻，后来发生了性关系。艾玛的艺术家庭欢迎阿黛尔，但阿黛尔告诉她保守的工人阶级父母，艾玛是她哲学课的导师。阿黛尔的朋友参加了她的18岁生日聚会，但艾玛没有。
在随后的几年里，这两个女人住到了一起。阿黛尔成为一名小学教师，而艾玛则通过经常举办家庭聚会来推动自己的绘画事业。在一次聚会上，阿黛尔遇到了艾玛怀孕的同事莉斯、画廊老板约阿希姆和有抱负的演员萨米尔。萨米尔与阿黛尔讨论美国问题，而其他人则讨论性问题，两人成为朋友。艾玛在派对上花了更多的时间与莉斯相处。
艾玛轻视阿黛尔的职业，但鼓励她追求写作，而阿黛尔则坚持认为她现在很幸福，她们的关系因为缺乏共同点越来越紧张。一次艾玛很晚才回家，因为她和莉斯一起工作了一整夜。出于寂寞，阿黛尔与一个男同事上床。艾玛发现了阿黛尔的出轨，愤怒地与她分手。
三年后，两人在一家餐馆相遇。阿黛尔对幼儿园教师工作很满意，但她仍然深爱着艾玛。艾玛与莉斯建立了坚定的关系，并帮助抚养莉斯3岁的女儿。艾玛和阿黛尔接吻，但艾玛退缩了，尽管她承认在性方面没有满足。她告诉阿黛尔已经不再爱她了，但她们的关系很特别，她将永远对她有 "无限的温柔"。两人带着歉意和泪水分开。
阿黛尔去了艾玛的艺术展。一面墙上挂着一幅阿黛尔的裸体画像，是艾玛在两人相爱时画的。艾玛看到了阿黛尔，但她的注意力集中在莉斯和其他客人身上。阿黛尔祝贺艾玛的成功，并在与萨米尔简短交谈后，离开了。他追着她，但走错了方向，而阿黛尔则向远处走去。

## 角色
- 阿黛爾·艾薩柯普洛斯（Adèle Exarchopoulos） - 阿黛爾（Adèle），生长于工人家庭，喜欢文学，成为一名小学老师；
- 蕾雅·瑟杜 - 艾瑪（Emma），生长于中产家庭，所学的专业是美术，梦想是办展览；
- 薩利姆·凱希烏什（Salim Kechiouche） - 薩米爾（Samir）
- 莫娜·瓦尔拉芬斯（Mona Walravens） - 麗絲（Lise）
- 热雷米·拉厄尔特（Jérémie Laheurte） - 湯瑪（Thomas）
- 凯瑟琳·沙列（Catherine Salée） - 阿黛爾的媽媽（la mère d'Adèle）
- 奥雷利安·雷克因（Aurélien Recoing） - 阿黛爾的爸爸（le père d'Adèle）
- Fanny Maurin - 愛蜜莉（Amélie）
- Sandor Funtek（法语：Sandor Funtek） - 范倫亭（Valentin）
- Aurélie Lemanceau - 莎賓（Sabine）
- Baya Rehaz - 瑪麗詠（Meryem）
- Benjamin Siksou（法语：Benjamin Siksou） - 安東萬（Antoine）
- Alma Jodorowsky（法语：Alma Jodorowsky） - 碧雅翠絲（Béatrice）

## 创作
导演柯西胥表示，创作本片的初衷有两个：一是他本人很尊敬那些对待学生很诚挚的老师，他对于女教师题材的故事很感兴趣，2003年他曾经写过一个讲述一个法国女老师的剧本，“希望把她的热情传达给观众，女老师所经历的爱恋、丧亲之痛、分手之伤都会影响到她的生活和工作”，不过最后这个剧本并没有完成。第二点就是当他看到朱莉·马洛的漫画时，发现这是一个讲述两个女人的爱情故事，而其中一个女子成为了老师，于是他就决定将两个剧本融合到一起。
关于选择两位主演，他认为蕾雅·赛杜符合艾玛这个角色所需要的外表、声线、智慧、追求自由的决心以及社会责任感。饰演阿黛尔的阿黛爾·艾薩柯普洛斯，则是导演在陪她一起吃饭时，发现她吃东西的样子和用嘴來咀嚼的方式很很适合影片的需要。这两个女孩的嘴都是重要元素，“因为两人的嘴可以刺激感官”。
柯西胥还表示：社会阶层一直都是他的电影习惯表达的主题。“阿黛尔就是属于工人阶层的。而艾玛则属于精英人群，她才华横溢。我的两个女主角都有各自的归属。她们相处过程中所遇到的困难就是社会阶层的差异，由于认知不同逐渐显现最终导致分手、决裂。相比阶层的差异难以相互理解，同性的恋情或多或少是普世可以认同并理解的。”
影片最初预计要在两个半月完成拍摄，实际上花了五个月时间，从2012年3月到8月在里尔、鲁贝和列萬取景。预算为400万欧元。

## 评价
在坎城影展上，影片中大胆的女同性场面震撼了不少观众，有影评人认为影片要在影院公映，还需要进一步进行剪接。一些影评人把它列为金棕櫚獎的头号热门。
评审主席斯皮尔伯格表示：“影片讲了一个很美的爱情故事，它的美感超越了其中某些性爱场景给人带来的尴尬，它表现了一段非常有深度的爱，我们被影片独特的魅力所吸引。”他表示这个奖既是给导演的，也是给两位主演的，“因为很明显该片的演员非常重要。导演选择角色的眼光精准，演员的沉默戏很感人，有时候沉默比言语更重要、更有力”。评委丹尼尔·奥图认为：“影片表现的是人类共通的情感，有一种人文的情怀”。评委克里斯蒂安·蒙吉表示：“该片有很强烈的真实感，在艺术创作时，就应该尝试突破限制。”李安对记者表示，《阿黛尔的生活》获得金棕榈奖是九个评委全票通过的结果，这部片子也是他的最爱。
美国《综艺》认为它「生动展现女同性爱戏，爆发力十足」；《好莱坞报道》表示这是「一部兼具甜美、惨痛的爱情电影」；法国《电影观察》则认为「该片的主题是爱，而非同性恋——爱以及伴随着爱的一切：诱惑、渴望、背叛、痛苦；当然还有社会角色——家庭、教育、旁人的目光、教学、传授、使命，以及生活的选择」。
2013年10月于美国上映后媒体综评88分，烂番茄新鲜度90%，媒体代表性评价：“表述方式美丽而明确，真相由情而生，浪漫即是永恒”，“导演的风格令人眩晕、具有强迫性、无情却又充满灵感，这部影片尽情地展现着艾玛和阿黛尔的无畏与女性魅力”，“导演和他的女演员在无尽的情感中探索——入迷、思考、舒适、无聊的家庭生活、灾难、痛苦的碎片、你一直在坚持的东西被彻底粉碎，当然还有她们近乎凶残的性，而至于结论为何需要观者自己去体会”，“这是一个简单也不特别的爱情故事，但不论是角色塑造还是情节铺陈都堪称亲密的史诗”，“本片是导演的一次探索，在这段艰辛的旅程中我们经历了欢乐、有如爆炸的悲伤、愤怒、欲望和希望”。

## 奖项
本片赢得了第66届戛纳电影节最高荣誉金棕榈奖，还获得了本次电影节国际影评人奖。。本片因在法國本地的上映日期不符2013年奥斯卡獎最佳外語片規定，因此無法報名，但個人獎項仍可報名。2012年作品《雷诺阿》代表法国竞争第86届奥斯卡金像奖最佳外语片，但却没有获得提名。获得第39届法国凯撒电影奖最佳影片、最佳导演、最佳女演员等八项提名。